# Уврнуте трке
Уврнуте трке (енгл. Wacky Races) је анимирана телевизијска серија продукције Хана и Барбера, о групи једанаест различитих аутомобила који се тркају једни против других на разним стазама. Свако од њих се трка за титулу „Светског најуврнутијег тркача“. Цртани филм се истиче по великом броју ликова − 23 укупно.